# 斉藤良成
斉藤 良成（さいとう よしなり）は、日本の男性アニメーター、キャラクターデザイナー。

## 来歴
葦プロダクションの出身であり、退社後はスタジオG-1NEOを経てフリーランスで活動するようになる。一部作品では斎藤 良成と表記されることもある。
大張正己の影響を強く受けており、『魔法少女リリカルなのはA's』においては他スタッフに代わる形で戦闘シーン原画を多く担当、個性的な作画で注目を浴びた。ケレン味のある動きとアクが強くデッサンの崩れた絵柄から、同作品内の用語である「ベルカ式魔法」（戦闘場面に特化した魔法）と斉藤の「戦闘（アクション）シーンの動きのみに特化した作画」とを掛けて「ベルカ式作画」と称されることもある。

## 主な参加作品

### テレビアニメ
1998年
- ビーストウォーズII 超生命体トランスフォーマー（1998年 - 1999年、原画）
- どっきりドクター（1998年 - 1999年、原画）
- 魔術士オーフェン（1998年 - 1999年、原画）

1999年
- A.D.POLICE（原画）
- ゾイド -ZOIDS-（1999年 - 2000年、原画）

2000年
- 遊☆戯☆王デュエルモンスターズ（2000年 - 2004年、原画）
- ラブひな（原画）

2001年
- スクライド（原画）
- テニスの王子様（2001年 - 2005年、原画）

2002年
- 超重神グラヴィオン（作画監督・原画）

2003年
- らいむいろ戦奇譚（OP原画）
- ルパン三世 お宝返却大作戦!!（メカニックデザイン）
- 超ロボット生命体トランスフォーマー マイクロン伝説（原画）
- ヤミと帽子と本の旅人（2003年 - 2004年、原画）

2004年
- 超重神グラヴィオンZwei（作画監督・原画）
- 月詠 -MOON PHASE-（2004年 - 2005年、演出・原画）
- 魔法少女リリカルなのは（プロップデザイン・演出・作画監督・原画・OP原画）
- To Heart 〜Remember my Memories〜（原画）

2005年
- 魔法少女リリカルなのはA's（ビジュアルデザイン・絵コンテ・演出・作監・エフェクト作監・メカニック作監・原画・OP原画）
- ガイキング LEGEND OF DAIKU-MARYU（2005年 - 2006年、原画）

2006年
- いぬかみっ!（絵コンテ・演出・作画監督）
- ネギま!?（2006年 - 2007年、絵コンテ・演出・作画監督・原画）

2007年
- 獣装機攻ダンクーガノヴァ（原画）
- ハヤテのごとく!（2007年 - 2008年、作画監督・原画）
- 古代王者 恐竜キング Dキッズ・アドベンチャー（2007年 - 2008年、原画）
- PRISM ARK（演出・作画監督・原画）

2008年
- セキレイ（絵コンテ・演出・作画監督・原画）
- ひだまりスケッチ×365（原画）
- まかでみ・WAっしょい!（原画）

2009年
- ハヤテのごとく!!（原画）
- アスラクライン（絵コンテ・演出・作画監督・原画）
- 咲-Saki-（原画）
- よくわかる現代魔法（原画）
- とある科学の超電磁砲（2009年 - 2010年、OP原画）
- 乃木坂春香の秘密 ぴゅあれっつぁ♪（作画監督・原画）

2010年
- バカとテストと召喚獣（絵コンテ・演出・作画監督・原画・OP原画）
- はなまる幼稚園（原画）
- スーパーロボット大戦OG -ジ・インスペクター-（2010年 - 2011年、原画・OP原画）
- おとめ妖怪 ざくろ（原画）
- とある魔術の禁書目録II（原画）

2011年
- IS 〈インフィニット・ストラトス〉（原画）
- 緋弾のアリア（作画監督・原画）
- 快盗天使ツインエンジェル〜キュンキュン☆ときめきパラダイス!!〜（原画・OP原画）
- バカとテストと召喚獣にっ!（絵コンテ・演出・原画・ED絵コンテ・演出・原画）
- C3 -シーキューブ-（アクションディレクター・コンテ・作画監督・原画）
- 灼眼のシャナIII-FINAL-（2011年 - 2012年、作画監督）

2012年
- Fate/Zero 2ndシーズン（原画）
- ジョジョの奇妙な冒険（画面設計）

2013年
- イクシオン サーガ DT（作画監督）
- ブラッドラッド（プロップデザイン・絵コンテ・演出・作画監督・原画・OP原画）
- 勇者になれなかった俺はしぶしぶ就職を決意しました。（OP原画）

2014年
- それでも世界は美しい（原画）
- さばげぶっ!（原画）
- オオカミ少女と黒王子（作画監督・原画）

2015年
- 探偵歌劇 ミルキィホームズ TD（作画監督・作画監督補佐）
- VENUS PROJECT -CLIMAX-（キャラクターデザイン・総作画監督・OP演出・作画監督・原画）

2016年
- レガリア The Three Sacred Stars（絵コンテ）

2017年
- GRANBLUE FANTASY The Animation（絵コンテ）
- 食戟のソーマ 餐ノ皿（エフェクト作画監督・原画・OP原画）

2018年
- 叛逆性ミリオンアーサー（キャラクターデザイン・作画監督・総作画監督）

2021年
- WIXOSS DIVA(A)LIVE（アニメーションキャラクターデザイン・総作画監督）
- 戦闘員、派遣します!（アクション・エフェクト作画監督）

2022年
- 失格紋の最強賢者（作画監督）
- プリンセスコネクト!Re:Dive Season 2（作画監督）

2024年
- 勇気爆発バーンブレイバーン（絵コンテ・演出・作画監督）

2025年
- Dr.STONE SCIENCE FUTURE（作画監督）

### 劇場アニメ
- 金色のガッシュベル!! 101番目の魔物 （2004年、原画）
- いぬかみっ! THE MOVIE 特命霊的捜査官 仮名史郎っ! （2007年、原画）
- ストライクウィッチーズ 劇場版（2012年、作画監督）

### OVA
- てなもんやボイジャーズ （1999年、原画）
- ネギま!?春版 （2006年、作画監督補佐・原画）
- ネギま!?夏版 （2006年、原画）
- 魔法先生ネギま!　もう一つの世界（2009年、原画）
- 灼眼のシャナS （2010年、原画）
- バカとテストと召喚獣 〜祭〜 （2011年、絵コンテ・演出・原画）

### Webアニメ
- CINDERELLA GIRLS 10th Anniversary Celebration Animation 「ETERNITY MEMORIES」（2022年、演出）